# Divadelní (Praha)
Divadelní ulice na Praze 1 vede od Masarykova nábřeží kolem Národního divadla k Betlémské ulici. Středem ní prochází Národní ulice, která ji dělí na jižní část v Novém Městě a severní část ve Starém Městě. V jižní části téměř celou západní stranu tvoří budova Národního divadla, které má vchod z Národní ulice. V severní části nahoře tvoří západní stranu Park Národního probuzení s novogotickou památkou Krannerova kašna. V roce 2013 došlo v ulici pro porušení stavebních norem v roce 1980 k explozi plynu, při které se zranilo 43 osob a hlášené škody byly asi 275 milionů korun.

## Historie a názvy
Ve středověku bylo v okolí ulice neregulované vltavské nábřeží a vedla tady cesta z Podolí a od Vyšehradu. Názvy ulice se měnily:
- původně jen cesta
- 18. století – „Přívozní“, směrovala k přívozu u řeky
- 1850–1870 – „Pod nábřežím“ nebo „U nábřeží“
- od roku 1870 – „Divadelní“ podle Národního divadla budovaného od roku 1868.

## Budovy, firmy a instituce
- Národní divadlo – Divadelní 223/1[3]
- Akademie věd České republiky – Divadelní, Národní 3[4]
- Palác Lažanských – Divadelní 3[5]
- obuv Joe Nimble – Divadelní 24[6]